# Princesse Sukeko
La princesse Sukeko (1147–1216) est une princesse et impératrice du Japon. Elle est la belle-mère de (准母) des empereurs Antoku et Go-Toba.

## Source de la traduction
- (en) Cet article est partiellement ou en totalité issu de l’article de Wikipédia en anglais intitulé « Princess Sukeko » (voir la liste des auteurs).